# 블랑섹의 기이한 모험 (영화)
블랑섹의 기이한 모험(프랑스어: Les Aventures extraordinaires d'Adèle Blanc-Sec)은 2010년 공개된 프랑스의 영화이다. 동명의 만화를 원작으로 한다.

## 줄거리
1912년 파리에서, 에스페랑디외 교수가 텔레파시 실험 중 실수로 1억 3500만 년 된 익룡 알을 부화시킨다. 이로 인해 전직 고위 관리가 익룡에게 공격받아 죽고, 이 사건은 목격자인 술 취한 시민 때문에 경찰 수사가 시작된다. 프랑스 대통령은 이 사건을 국가적 긴급 사안으로 취급하지만, 수사는 우왕좌왕하는 카포니 경감에게 맡겨진다.
유명한 여행 작가이자 저널리스트인 아델 블랑섹은 이집트에서 람세스 2세의 의사였던 파트모시스의 미라를 찾아 귀국한 후 이 사건에 휘말리게 된다. 아델은 불의의 테니스 사고로 혼수상태에 빠진 여동생 아가트를 살리기 위해, 파트모시스 미라를 부활시키려 한다. 그녀는 숙적인 듀르뵐 교수의 방해를 뚫고 미라를 손에 넣지만, 익룡 공격의 범인으로 몰려 사형 선고를 받은 에스페랑디외 교수 때문에 계획에 차질이 생긴다. 식물원의 연구원 안드레이 즈보로프스키는 익룡을 유인해 숨기고, 아델은 익룡을 타고 사형 집행 직전의 에스페랑디외 교수를 구출한다.
사냥꾼 생-위베르가 쏜 총알은 익룡과 동시에 에스페랑디외에게도 치명상을 입힌다. 죽기 직전 에스페랑디외는 미라를 부활시키고, 미라는 자신이 파라오의 핵물리학자임을 밝힌다. 그는 아델의 동생을 치료할 수 없었지만, 아델과 함께 루브르 박물관에 전시된 다른 미라들을 부활시킨다. 파라오와 그의 신하들은 첨단 의술로 아가트를 살려내고, 파리를 둘러보기 위해 밤거리를 배회하며 또 다시 불운한 시민을 놀라게 한다.
모든 일이 끝난 후, 아델은 휴식을 위해 배에 오른다. 배의 이름은 타이타닉호였고, 듀르뵐 교수는 비꼬는 듯한 인사를 건넨다. 한편, 미드크레딧 장면에서는 익룡을 쏜 생-위베르에게 앙심을 품은 메나르 교수가 그를 쫓고, 카포니 경감은 그들을 체포한다. 그 와중에 고릴라 두 마리가 생-위베르를 노려본다.

## 출연

### 주연
- 루이즈 보르고앙
- 니콜라스 지로드
- 질 를르슈
- 필리프 나옹

### 조연
- 마티유 아말릭
- 장 폴 루브
- 에릭 나가르
- 스완 아르라우드
- 로르 드 클레르몽-토네르
- 잭키 네르세시앙
- 서지 배그더사리언

## 기타
- 원작자: 자크 타르디
- 미술: 허그즈 티산디어
- 미술: 파스칼 르클렉
- 특수효과: 로만 로이저
- 특수효과: 노엘 채인벅스
- 시각효과: 알랭 카르수
- 시각효과: 장 니콜라스 코스타
- 의상: 올리비에 베리엇
- Ass-PD: 뤽 베송
- 캐스팅: 스완 팜